# Feeley Peak
Der Feeley Peak ist ein 1730 m hoher Berg im westantarktischen Marie-Byrd-Land. An der Nordseite der Wisconsin Range in den Horlick Mountains ragt er 5 km nordwestlich des Sheets Peak zwischen dem Davisville- und dem Quonset-Gletscher auf.
Der United States Geological Survey kartierte ihn anhand eigener Vermessungen und Luftaufnahmen der United States Navy aus den Jahren von 1960 bis 1964. Das Advisory Committee on Antarctic Names benannte ihn 1967 nach Keith E. Feeley (* 1925), Baumechaniker auf der Byrd-Station im antarktischen Winter 1959. Eine gewisse Verwechslungsgefahr aufgrund der ähnlichen Schreibweise besteht mit dem Feeney Peak im Königin-Maud-Gebirge.